# 第7回全国高等学校バスケットボール選抜優勝大会
第7回全国高等学校バスケットボール選抜優勝大会（だい7かい ぜんこくこうとうがっこうバスケットボールせんばつゆうしょうたいかい）は、1977年3月23日から27日まで代々木体育館別館で開催された全国高等学校バスケットボール選抜優勝大会。

## 出場校
| ブロック | 都道府県 | 男子             | 男子         | 都道府県 | 女子                     | 女子         |
| ブロック | 都道府県 | 出場校           | 出場回数     | 都道府県 | 出場校                   | 出場回数     |
| -------- | -------- | ---------------- | ------------ | -------- | ------------------------ | ------------ |
| 北海道   | 北海道   | 東海大学第四     | 2年連続3回目 | 北海道   | 札幌香蘭女子学園         | 2年連続3回目 |
| 東北1    | 山形県   | 日本大学山形     | 3年連続3回目 | 秋田県   | 大曲                     | 3年連続6回目 |
| 東北2    | 青森県   | 弘前実業         | 初出場       | 秋田県   | 角館南                   | 3年ぶり3回目 |
| 関東1    | 茨城県   | 土浦日本大学     | 3年連続5回目 | 千葉県   | 昭和学院                 | 3年連続4回目 |
| 関東2    | 神奈川県 | 相模工業大学附属 | 3年連続5回目 | 茨城県   | 日立女子                 | 2年ぶり4回目 |
| 関東3    | 栃木県   | 栃木工業         | 2年連続2回目 | 神奈川県 | 鎌倉                     | 初出場       |
| 東京都1  | 東京都   | 京北             | 7年連続7回目 | 東京都   | 明星学園                 | 初出場       |
| 東京都2  | 東京都   | 明治大学付属中野 | 2年連続5回目 | 東京都   | 東京成徳                 | 6年連続6回目 |
| 北陸     | 石川県   | 小松             | 初出場       | 福井県   | 坂井農業                 | 2年連続2回目 |
| 信越1    | 新潟県   | 市立白山         | 2年連続2回目 | 長野県   | 上田染谷丘               | 3年ぶり2回目 |
| 信越2    | 新潟県   | 高田北城         | 初出場       | 長野県   | 飯田風越                 | 2年ぶり2回目 |
| 東海1    | 愛知県   | 名古屋電気       | 2年連続2回目 | 愛知県   | 安城学園女子短期大学附属 | 初出場       |
| 東海2    | 愛知県   | 名城大学附属     | 2年ぶり2回目 | 三重県   | 四日市商業               | 初出場       |
| 東海3    | 静岡県   | 日本大学三島     | 初出場       | 静岡県   | 浜松市立                 | 2年連続3回目 |
| 近畿1    | 大阪府   | 初芝             | 3年連続4回目 | 大阪府   | 樟蔭東                   | 4年連続4回目 |
| 近畿2    | 兵庫県   | 明石             | 初出場       | 兵庫県   | 夙川学院                 | 2年連続5回目 |
| 近畿3    | 京都府   | 洛南             | 3年連続3回目 | 滋賀県   | 守山                     | 3年ぶり3回目 |
| 中国1    | 島根県   | 松江工業         | 2年連続2回目 | 岡山県   | 就実                     | 初出場       |
| 中国2    | 島根県   | 松江北           | 初出場       | 山口県   | 宇部女子                 | 2年連続3回目 |
| 四国     | 香川県   | 高松商業         | 3年ぶり3回目 | 愛媛県   | 新居浜市立商業           | 初出場       |
| 九州1    | 福岡県   | 福岡大学附属大濠 | 4年連続4回目 | 長崎県   | 鶴鳴女子                 | 3年連続6回目 |
| 九州2    | 鹿児島県 | 川内             | 初出場       | 鹿児島県 | 鹿児島女子               | 2年ぶり5回目 |
| 九州3    | 熊本県   | 熊本工業         | 3年ぶり3回目 | 福岡県   | 美萩野女子               | 初出場       |
| 推薦     | 秋田県   | 能代工業         | 7年連続7回目 | 東京都   | 大妻                     | 7年連続7回目 |

## 試合結果

### 男子
1回戦
- 高田北城 82 - 72 日本大学三島
- 日本大学山形 62 - 44 栃木工業
- 川内 92 - 71 相模工業大学附属
- 弘前実業 87 - 64 名城大学附属

- 明石 68 - 62 小松
- 洛南 96 - 65 熊本工業
- 市立白山 77 - 61 松江北
- 明治大学付属中野 99 - 70 高松商業

2回戦
- 土浦日本大学 76 - 48 洛南
- 福岡大学附属大濠 82 - 58 明石
- 明治大学付属中野 71 - 55 東海大学第四
- 能代工業 85 - 75 市立白山

- 川内 93 - 88 初芝
- 弘前実業 49 - 47 松江工業
- 京北 87 - 57 高田北城
- 日本大学山形 65 - 59 名古屋電気

準々決勝
- 土浦日本大学 81 - 67 福岡大学附属大濠
- 弘前実業 90 - 78 川内
- 明治大学付属中野 69 - 68 能代工業
- 京北 90 - 75 日本大学山形

準決勝
- 土浦日本大学 81 - 52 明治大学付属中野
- 京北 90 - 79 弘前実業（OT）

3位決定戦
- 明治大学付属中野 80 - 73 弘前実業

決勝
- 土浦日本大学 66 - 65 京北

### 女子
1回戦
- 鎌倉 65 - 63 就実（OT）
- 東京成徳 92 - 59 美萩野女子
- 大妻 75 - 34 守山
- 四日市商業 70 - 48 日立女子

- 坂井農業 58 - 35 飯田風越
- 角館南 68 - 55 新居浜市立商業
- 夙川学院 85 - 66 鹿児島女子
- 浜松市立 58 - 30 宇部女子

2回戦
- 大曲 49 - 47 東京成徳
- 安城学園女子短期大学附属 68 - 49 坂井農業
- 札幌香蘭女子学園 64 - 61 鎌倉
- 明星学園 58 - 57 夙川学院

- 樟蔭東 81 - 52 四日市商業
- 大妻 76 - 32 鶴鳴女子
- 角館南 76 - 38 上田染谷丘
- 昭和学院 80 - 60 浜松市立

準々決勝
- 大曲 61 - 42 安城学園女子短期大学附属
- 明星学園 72 - 50 札幌香蘭女子学園
- 角館南 82 - 81 昭和学院
- 樟蔭東 72 - 39 大妻

準決勝
- 明星学園 77 - 46 大曲
- 樟蔭東 90 - 59 角館南

3位決定戦
- 角館南 63 - 59 大曲

決勝
- 樟蔭東 53 - 51 明星学園

## 大会ベスト5
男子
- 高羽隆夫 (土浦日本大学№・年)
- 保田和久 (土浦日本大学№・年)
- 岩本義之 (土浦日本大学№・年)
- 長谷川聖児 (京北№・年)
- 伊藤伸次 (京北№・年)

女子
- 小山博子 (樟蔭東№・年)
- 橋詰節子 (樟蔭東№・年)
- 野口淳子 (明星学園№・年)
- 千葉成子 (角館南№・年)
- 長谷川万利子 (大曲№・年)